# Жаркий полдень (фильм, 1965)
«Жаркий полдень» (болг. Горещо пладне) — болгарский чёрно-белый художественный фильм 1965 года, дебютный полнометражный фильм режиссёра Зако Хеския, снятый по сценарию Йордана Радичкова. Стал первой экранизацией произведений писателя и одним из первых болгарских фильмов, представленных на Каннском кинофестивале (в 1965 году).

## Сюжет
Жаркий день. На маленькой станции люди ждут опаздыващий пассажирский поезд. Поскольку из-за него не могут пропустить военный состав, который спешит на манёвры, начальник станции с военными, взяв дрезину, едут навстречу поезду, чтобы понять, что случилось. Выясняется, что поезд стоит в поле неподалёку от реки, и пассажиров в нём нет, кроме одного спящего. Над поездом пролетает вертолёт генерала, командующего учениями.
Действие возвращается по времени назад: на учениях генералу докладывают, что форсирование реки танками ещё не произошло из-за какой-то заминки. Генерал садится в вертолёт и летит к реке, видя возле моста скопление людей и остановившиеся танки.
Действие возвращается ещё дальше назад: три маленьких мальчика играют в поле среди крестьян, собирающих сено. Потом мальчики бегут купаться на речку. Возле моста два мальчика начинают искать рыбок, которые часто забираются в щели в опорах моста. У одного из мальчиков, Алеко, рука застревает в щели, он остаётся посреди реки возле опоры моста. Два других мальчика бегут за помощью — один зовёт крестьян, другой останавливает поезд. Все люди собираются возле моста, там же оказываются танкисты, которые форсируют реку. В горах идёт дождь, и скоро уровень воды в реке может повыситься, поэтому надо спешить. Генерал распоряжается перекрыть реку стволами деревьев, пожарники откачивают воду насосом, а опору, в которой застряла рука Алеко, бурят дрелью. Общими усилиями мальчик спасён, люди расходятся, учения продолжаются. Рассказчик убеждён, что ради спасения мальчика люди готовы были бы не только остановить танки, но и остановить Землю.

## В ролях
- Пламен Наков — Алеко
- Камиль Кючуков — мальчик
- Лачезар Янков — мальчик
- Пётр Слабаков — генерал
- Дора Стаева — мать Алеко
- Иван Братанов — селянин
- Григор Вачков — селянин

## Награды
- 1966 — Фестиваль болгарских фильмов (Варна) — Премия журнала Cinema International оператору Тодору Стоянову «за новые средства выразительности»[3]